# Мазахери, Али
Али Мазахери (перс. علی مظاهری‎, род. 31 марта 1982 года в Керманшахе, Иран) — иранский боксёр-любитель, участник олимпийских игр 2008 и 2012 годов в категории до 91 кг.
На Церемонии открытия летних Олимпийских игр 2012 был знаменосцем команды Ирана.

## Биография
На Азиатских играх в 2006 году в Дохе выиграл в финале узбека Джасура Матчанова.
На Азиатских играх в 2010 году в Гуанчжоу проиграл в полуфинале сирийцу Мохаммаду Госсоуну и завоевал бронзовую медаль.
На Олимпиаде 2008 года в Пекине в весовой категории до 91 кг проиграл в первом же круге россиянину Рахиму Чахкиеву (3-7).
На Олимпиаде-2012 в весовой категории до 91 кг был дисквалифицирован в первом же круге в бою против кубинца Хосе Лардуета.